# طراحی پایگاه داده
طراحی پایگاه داده (انگلیسی: Database design) یا طراحی دیتابیس، سازماندهی داده‌ها بر پایه مدل‌های انتزاعی پایگاه داده‌ها می‌باشد. در این فرایند، طراح تعیین می‌کند که چه اطلاعاتی باید ذخیره‌سازی شود و نیز چگونه عناصر داده‌ها با یکدیگر مرتبط می‌شوند. با استفاده از این اطلاعات می‌توان داده‌ها را به مدل پایگاه داده مرتبط نمود. طراحی دیتابیس شامل طبقه‌بندی داده‌ها و شناسایی ارتباطات میان داده‌ها می‌باشد. این نمایش تئوریک داده‌ها، پایگاه شناخت نامیده می‌شود، که نظریه پایه و اساس طراحی پایگاه داده‌ها محسوب می‌شود.